# Luxo Jr.
Luxo Jr. es un cortometraje animado por computadora estadounidense de 1986 producido y lanzado por Pixar. Escrito y dirigido por John Lasseter, el cortometraje de dos minutos gira en torno a una lámpara de escritorio grande y otra pequeña. La lámpara más grande, llamada Luxo Sr., mira mientras el más pequeño y «joven» Luxo Jr. juega exuberantemente con una pelota hasta el punto de que se desinfla accidentalmente. Luxo Jr. fue la primera animación de Pixar después de que Ed Catmull y John Lasseter dejaran la división informática de Cinetron Computer Systems de Industrial Light & Magic. La película tiene como origen a Luxo Jr., la mascota de Pixar.
Lasseter pretendía terminar el cortometraje para SIGGRAPH de 1986, una conferencia anual de gráficos por computadora a la que asistían miles de profesionales de la industria. La película surgiría de sus experimentos con el modelado de su lámpara Luxo. Lasseter trabajó para mejorar la historia en los dos minutos asignados. En animación, la película demuestra el uso de mapas de sombras dentro del software de renderizado. Lasseter aplicó los principios de animación clásicos popularizados por Nueve viejos de Disney para transmitir las emociones de las lámparas. Catmull y Lasseter trabajaron las 24 horas del día, y Lasseter incluso llevó un saco de dormir al trabajo y durmió debajo de su escritorio, listo para trabajar temprano a la mañana siguiente. Al final, la película tardó cuatro meses y medio en completarse.
El cortometraje se terminó a tiempo para ser proyectado en SIGGRAPH. Antes de que terminara la película, el público ya había aplaudido. Luxo Jr. se considera un gran avance en la industria de la animación en su conjunto, cambiando la interpretación tradicionalista de la animación por computadora. El corto fue el primer trabajo de animación que utilizó animación procedimental, el software escrito por Eben Ostby. Recibió una nominación al Premio de la Academia al Mejor Cortometraje de Animación, convirtiéndose en la primera película CGI nominada a un Premio de la Academia.
La banda sonora es una edición no acreditada de tres canciones del álbum de Brian Bennett Counterpoint In Rhythm: Finesse, Quicksilver y Chateau Latour.
En 2014, la Biblioteca del Congreso consideró que Luxo Jr. era «cultural, histórica o estéticamente significativo» y fue seleccionado para su conservación en el National Film Registry.

## Argumento
En una habitación oscura, una gran lámpara de escritorio iluminada de brazo equilibrado llamada Luxo Sr. ve una pequeña bola amarilla con una franja azul y una estrella roja en el frente que se enrolla hacia él. Mira la pelota con curiosidad y la empuja, pero la pelota regresa a él. Lo empuja de nuevo, pero pasa junto a él mientras Luxo Jr., su hijo feliz y emocionado, salta y juega con la pelota. Luxo Jr. luego se balancea sobre la pelota y rebota excesivamente sobre ella, provocando que se desinfle. Luxo Jr. voltea la pelota desinflada de lado y mira a Luxo Sr., quien amonesta gentilmente a su hijo. Luxo Jr. luego salta fuera de la pantalla avergonzado, pero luego se lo ve jugando con una pelota de playa. Luxo Sr. mira a la cámara y luego sacude la cabeza avergonzado.

## Trasfondo
The Graphics Group, que era un tercio de la División de Computación de Lucasfilm, se había estado asociando con Industrial Light & Magic en gráficos generados por computadora a principios de los años 1980. En 1984, el grupo produjo un cortometraje animado titulado The Adventures of André & Wally B., que se estrenó en la conferencia anual SIGGRAPH con gran fanfarria. El grupo, que contaba con cuarenta personas, se escindió como una corporación en febrero de 1986 con una inversión de Steve Jobs poco después de que dejara Apple Computer. Jobs pagó US$5 millones a George Lucas por los derechos tecnológicos y los puso junto con US$5 millones en efectivo como capital en la empresa. Un factor que contribuyó a la venta de Lucas fue el aumento de las dificultades de flujo de caja tras su divorcio en 1983, que coincidió con la repentina caída de los ingresos por las licencias de Star Wars tras el lanzamiento de Return of the Jedi. La empresa recién independiente estaba dirigida por el Dr. Edwin Catmull como presidente y el Dr. Alvy Ray Smith como vicepresidente ejecutivo. A ellos se unió en la junta directiva Steve Jobs, quien era presidente.
El pequeño departamento de animación de Pixar, formado por Lasseter y los esfuerzos de apoyo a tiempo parcial de varios científicos gráficos, nunca tuvo la intención de generar ingresos en lo que a Jobs se refería. Catmull y Smith justificaron su existencia sobre la base de que más películas proyectadas en SIGGRAPH, como The Adventures of André & Wally B., promocionarían las computadoras de la empresa. El grupo no tuvo ninguna película en SIGGRAPH el año anterior, su último año bajo el ala de Lucas, aparte de una secuencia de caballeros con vidrieras que produjeron para Young Sherlock Holmes. Catmull estaba decidido a que Pixar tuviera una película para mostrar en su primer SIGGRAPH como empresa independiente en agosto de 1986. Luxo Jr. fue producido por el empleado de Pixar, John Lasseter, como una demostración de las capacidades de Pixar Image Computer.
Otras dos animaciones cortas producidas por dos de los expertos gráficos de la compañía estaban en producción durante el tiempo en que se concibió Luxo Jr. Bill Reeves, que estaba interesado en algoritmos para recrear la turbulencia de las olas del océano, creó Flags and Waves, con olas que reflejan una puesta de sol y golpean la orilla. Eben Ostby, un estudiante de arquitectura de Brown convertido en programador gráfico, hizo Beach Chair, protagonizada por una silla que caminaba sobre la arena y se acercaba nerviosamente al agua, hundía sus patas delanteras lo suficiente para probar la temperatura y luego se escabullía. Reeves y Ostby también ayudaron a Lasseter con la creación de modelos y la representación del cortometraje.

## Producción

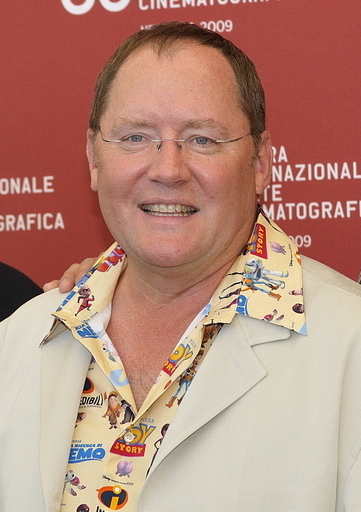
John Lasseter en 2009

La película estudiantil de Lasseter en CalArts, La dama y la lámpara, aplicó la observación de Walt Disney de que dar cualidades reales a objetos inanimados tenía un potencial cómico. Sin embargo, Luxo Jr. mostró una idea más profunda: que los objetos inanimados como personajes también tenían potencial para tener un valor dramático. La película surgiría de los experimentos de Lasseter modelando su lámpara Luxo. Sintió una inspiración cuando un compañero de trabajo Tom Porter llevó a su hijo Spencer al trabajo un día y Lasseter, jugando con el niño, quedó fascinado con sus proporciones. Lasseter se dio cuenta de que la cabeza de un bebé era enorme en comparación con el resto de su cuerpo. A Lasseter le pareció gracioso y comenzó a preguntarse cómo sería una lámpara joven. Experimentó con las dimensiones de todas las partes de su modelo Luxo —todas menos la bombilla, ya que las bombillas vienen de una tienda y no crecen, razonó— y surgió con un segundo personaje, Luxo Jr.
Lasseter inicialmente concibió a Luxo Jr. como un estudio de personaje sin trama. Cuando mostró algunas de sus primeras pruebas en un festival de animación en Bruselas (Bélgica), el respetado animador belga Raoul Servais le exhortó: «No importa lo breve que sea, debe tener un comienzo, un desarrollo y un final. No olvides la historia». Lasseter protestó porque la película sería demasiado corta para una historia. «Se puede contar una historia en diez segundos», respondió Servais. Lasseter estaba convencido. Ideó una trama sencilla en la que las dos lámparas jugarían a atrapar una pelota inflada; Luego, Luxo Jr. se acercaba a la pelota, saltaba sobre ella, rebotaba hasta que la pelota saltaba debajo de él y mostraba abatimiento mientras la lámpara principal miraba. Finalmente, Luxo Jr. reaparecería emocionado con una nueva pelota más grande. Entre las películas proyectadas en SIGGRAPH en 1985, Lasseter admiraba especialmente una pieza de animación de personajes llamada Tony de Peltrie, que procedía de un grupo de la Universidad de Montreal; presentaba un personaje humano sorprendentemente expresivo, un pianista anciano que entretenía mientras reflexionaba interiormente sobre días mejores, lo que inspiró la película.
Aparte del esperado valor promocional de la película, Catmull y Smith racionalizaron el proyecto como una prueba de «autosombra» en el software de renderizado, es decir, la capacidad de los objetos para arrojar luz y sombras sobre sí mismos. Antes del autosombreado, las sombras CGI se creaban añadiendo una versión aplanada y oscurecida del objeto sombreado.[5] A nivel técnico, la película demuestra el uso de mapas de sombras para simular los cambios de luz y sombra generados por las lámparas animadas.[14] Las luces y las superficies de color de todos los objetos se calculan, cada uno utilizando un sombreador de superficie de RenderMan, no texturas de superficie.[14] La articulación de las "extremidades" está cuidadosamente coordinada y los cables de alimentación se arrastran de manera creíble detrás de las lámparas en movimiento.[14]
Como el tiempo y el dinero eran escasos, Lasseter redujo el escenario a sus elementos más simples. El fondo sería completamente negro y no habría movimiento de cámara. Sus energías preferirían centrarse en desarrollar técnicas basadas en principios de animación clásicos para transmitir emociones.[13] Aunque los personajes no tenían rostro ni palabras, Lasseter dio forma a sutilezas como la velocidad de los saltos del niño y la forma en que movía la cabeza para transmitir en un instante cuándo el niño sentía alegría y cuándo se sentía triste. En todo momento, el padre y el niño parecían tener un estado de ánimo definido.[11] A nivel cinematográfico, demuestra una historia sencilla y entretenida, que incluye personajes individuales eficazmente expresivos.[15] Catmull y Lasseter trabajaron las 24 horas del día, y Lasseter incluso llevó un saco de dormir al trabajo y durmió debajo de su escritorio, listo para trabajar temprano a la mañana siguiente.